# Enrique Cornejo
Enrique Javier Cornejo Ramírez (Miraflores; Lima, 2 de junio de 1956) es un economista y político peruano. Fue ministro de Transportes y Comunicaciones del Perú durante el segundo gobierno de Alan García, desde el 29 de noviembre del 2008 hasta el 28 de julio del 2010, y ministro de Vivienda, Construcción y Saneamiento del Perú de diciembre del 2007 a noviembre del 2008. Actualmente se encuentra procesado por el Caso Odebrecht.

## Biografía
Enrique Cornejo nació el 2 de junio de 1956 en Miraflores, distrito ubicado en la ciudad de Lima en Perú.
Estudió Economía en la Universidad de Lima, titulándose en el año 1978. Es doctor en administración por la Universidad Nacional Federico Villarreal y cuenta con una maestría en la Universidad de San Martín de Porres.
Ha realizado cursos de especialización en Comercio Internacional y Políticas de Desarrollo en el Banco Mundial, sobre Financiamiento del Desarrollo en el Banco Interamericano de Desarrollo, sobre Competitividad Internacional en la Comisión Económica para América Latina y el Caribe, de Aseguramiento de la Calidad (SGS Yarsley Internacional), de Modelos de Negociación (CAF/Cambridge International Consulting), de Liderazgo (CAF) y Comunicación Estratégica (CAF). Asimismo, ha sido consultor internacional de la Junta del Acuerdo de Cartagena (JUNAC), del Programa de las Naciones Unidas para el Desarrollo (PNUD) y miembro del Consejo Consultivo del Banco Latinoamericano de Exportaciones (BLADEX), con sede en Panamá.

## Trayectoria
Es profesor de materias de Comercio y Negocios Internacionales en los Programas de Maestría y Doctorado de las Unidades de Post Grado de la Facultad de Ciencias Administrativas y de la Facultad de Ciencias Contables de la Universidad Nacional Mayor de San Marcos y de la Escuela de Post Grado de la Universidad Nacional Federico Villarreal. Ha sido también director del Departamento Académico de Economía de la Universidad de Lima en dos períodos consecutivos, director de Investigación Científica y director del Centro de Investigaciones Económicas y Sociales (CIESUL) de la misma universidad. 
Cornejo se ha desempeñado, asimismo, como profesor principal en la Academia Diplomática del Perú, de la Escuela Nacional de Aduanas del Perú, profesor de la Maestría de Marketing Turístico y Hotelero de la Universidad de San Martín de Porres y profesor de la Escuela de Negocios Internacionales de la misma universidad.
Actualmente se desempeña como vicepresidente de la Comisión Organizadora de la Universidad Peruana Simón Bolívar. 
Es profesor visitante de la maestría en Relaciones Internacionales de la Universidad Andina “Simón Bolívar” en Quito Ecuador y profesor visitante de la maestría en Economía, Comercio Internacional e Integración de la Universidad Andina “Simón Bolívar” en las ciudades de Sucre y La Paz en Bolivia. Es profesor de Marketing Internacional en el Centro de Negocios –CENTRUM– de la Pontificia Universidad Católica del Perú y de Economía y Finanzas Internacionales en el Instituto de Gobierno de la Universidad de San Martín de Porres. Desde el 2020 es Vicedecano de Investigación y Posgrado en la Facultad de Ciencias Administrativas de la Universidad Mayor de San Marcos.
Fue también miembro del Consejo de Alto Nivel de Apoyo a las negociaciones para la suscripción del Tratado de Libre Comercio del Perú con los EE. UU. Se ha desempeñado, asimismo, como presidente del Directorio del Fondo de Reconstrucción del Sur (Forsur). Ha sido miembro del Grupo de Trabajo del Acuerdo Nacional para la elaboración de un Acuerdo de Mediano Plazo por la Inversión y el Empleo Digno en el Perú. En el período 2002‐2007 ha sido miembro titular, en representación del Perú, del Consejo Superior de la Universidad Andina “Simón Bolívar” y es profesor de Economía y Negocios Internacionales desde hace 30 años tanto a nivel de pre‐grado como de post‐grado. Ha dirigido el Instituto “Nueva Economía”, organización dedicada al estudio y consultoría internacional sobre temas de desarrollo con justicia social.
Desde el 2022 es director de la Unidad de Posgrado de la Facultad de Ciencias Administrativas de la UNMSM. Una de sus primeras acciones fue la organización y realización del Examen de Admisión de la Unidad de Posgrado de la Facultad de Ciencias Administrativas UNMSM.
Como director de la Unidad de Posgrado de la Facultad de Ciencias Administrativas de la UNMSM, organiza conferencias internacionales, ha organizado el Ciclo de Conferencias Internacionales sobre Gobierno Digital en la cual participaron ponentes de todo el mundo de habla hispana.

## Carrera política
Enrique Cornejo incursiona en el ámbito político durante los años 80s, cuando fue reclutado por Luis Alva Castro para ser asesor del Partido Aprista Peruano en el Congreso de la República del Perú. Posteriormente fue designado como asesor de la Comisión de Presupuesto en 1984 y ese mismo año pasó a formar parte de la elaboración del plan de gobierno para la primera campaña presidencial de Alan García en las elecciones de 1985, en la cual resultó luego elegido como presidente del Perú.
Tras el primer triunfo de Alan García, se rumoreaba la posibilidad de que Cornejo fuera designado como viceministro. Sin embargo Agustín Mantilla, entonces secretario personal de García, anunció a Cornejo que lo iban a designar como secretario general de la presidencia del Perú, siendo el primer economista en ocupar dicho cargo. Cornejo permaneció en el cargo hasta el año 1986 y luego fue elegido por el gobierno como miembro del Directorio del Banco Central de Reserva del Perú, ejerciendo hasta 1989.
Desde 1987 hasta 1990 ejerció la presidencia del Instituto de Comercio Exterior del Perú, con rango de ministro de Estado, y en su gestión se le acusó de estar relacionado con el dólar MUC.
En 1985, Enrique Cornejo se afilió oficialmente al Partido Aprista Peruano y participó en diversas actividades partidarias del aprismo. Durante el gobierno de Alberto Fujimori, Cornejo formó parte de la oposición.
Postuló sin éxito al Congreso en las elecciones del 2006. Sin embargo ante el segundo triunfo de Alan García como presidente del Perú, Cornejo fue designado como presidente del Banco de la Nación, desempeñando el cargo desde el 9 de agosto de 2006 hasta su renuncia en diciembre del 2007 tras ser designado como ministro.

### Ministro de Vivienda, Construcción y Saneamiento
Fue ministro de Estado en el Despacho de Vivienda, Construcción y Saneamiento entre diciembre de 2007 y noviembre de 2008.

### Ministro de Transportes y Comunicaciones
Se desempeñó durante el segundo gobierno de Alan García como Ministro de Estado en el Despacho de Transportes y Comunicaciones y miembro del Consejo Directivo de Pro Inversión y del Directorio del Fondo Nacional de Financiamiento Empresarial (FONAFE).

### Candidatura al municipio de Lima
A principios de 2014, el Partido Aprista Peruano rumoreó la posibilidad de aliarse con el Partido Solidaridad Nacional para las Elecciones municipales de Lima de 2014, con la segura victoria de Luis Castañeda, justificando la posible coalición por las coincidencias de ambos partidos en la revocatoria de la alcaldesa Susana Villarán. Pero dicho rumor paso al olvido al perfilarse a Cornejo como candidato a la alcaldía. Las bases limeñas del APRA lo ungieron como candidato oficial en junio, e inscribió su candidatura al Jurado Nacional de Elecciones en julio.
Las encuestas le otorgaban un porcentaje menor al 5% los primeros meses, pero sus propuestas le dieron un alce popular, y más aún en el debate donde claramente venció a Castañeda [cita requerida]. Luego del debate, se perfilaba en el segundo lugar de las encuestas, detrás de Luis Castañeda [cita requerida].
En los resultados a boca de urna, los resultados arrojaron al candidato aprista el segundo lugar con 15%, seguido por Villarán con 10%. Castañeda claramente ganó más del 50%, proclamando al próximo alcalde, pero el segundo lugar de Cornejo fue la triplicación de su presencia en las encuestas. El candidato fue ovacionado por la opinión pública y felicitado por el resultado sorprendente [cita requerida]. El Partido Aprista logró 8 regidores gracias al 17.7% de Cornejo según las actas computadas del escrutinio.
En abril de 2017 anunció que postularía nuevamente a la alcaldía para las Elecciones municipales de Lima de 2018, fundando una organización provincial "Contigo Ciudadano" luego de su renuncia al Partido Aprista Peruano en marzo del mismo año. Al no cumplir el requisito de firmas, formó una alianza con el Partido Democracia Directa, sellando su candidatura para 2018.

## Controversias

### Caso Odebrecht
En el 2017, el Ministerio Público dispuso el inicio de una investigación preliminar contra Cornejo, el expresidente Alan García y otros exfuncionarios por el presunto delito de tráfico de influencias por la concesión de la Línea 1 del Metro de Lima cuando fue Ministro de Transportes y Comunicaciones, informó la Procuraduría Pública Ad Hoc para el caso Odebrecht.
En el 2019, el Poder Judicial emitió  una orden de detención preliminar en su contra por el delito de tráfico de influencias y de cohecho, también se ordenó la detención del expresidente Alan García; del ex secretario presidencial, Luis Nava y de otros exfuncionarios del segundo gobierno aprista. La Fiscalía lo acusa de haber recibido más de 15 mil dólares y dos televisores en modalidad de soborno para obtener la licitación del metro de Lima. Si bien la fiscalía pidió prisión preventiva en su contra, el Poder Judicial ordenó comparecencia restringida con impedimento de salida del país por 36 meses.

## Programas de televisión
- Punto Critico (2020-presente) - Onda Digital

## Distinciones
- Ha sido distinguido como Doctor Honoris Causa por las siguientes Universidades:
  - Universidad Nacional San Agustín de Arequipa
  - Universidad Inca Garcilaso de la Vega
  - Universidad Alas Peruanas
  - Universidad Privada de Iquitos.
- En 1983 obtuvo el Premio Internacional “América Latina ‐ ALADI” otorgado por la Asociación Latinoamericana de Integración ‐ ALADI (Montevideo‐Uruguay) y la Fundación Banco de Boston (Buenos Aires‐Argentina); en 1984 obtuvo el Primer Premio “Cámara de Comercio Hispano‐Peruana”.